# Scorpion (компьютер)
Scorpion — семейство 8-разрядных домашних компьютеров, клонов компьютера ZX Spectrum, обладающих целым рядом расширений. Компьютеры Scorpion разрабатывались и выпускались санкт-петербургской фирмой Scorpion. Основателем фирмы был Зонов Сергей Юрьевич, автор одного из ранних клонов ZX Spectrum — схемы «Ленинград» (буквы ZS в названии моделей компьютеров являются его инициалами).
Компьютеры фирмы производились как в готовом виде, так и в виде печатных плат, которые могли устанавливаться пользователями в любые подходящие корпуса — в частности, в корпуса MiniTower от IBM PC-совместимых компьютеров.
Фирма прекратила заниматься спектрумами в начале 2000-х годов, полностью перейдя на торговлю PC-совместимой техникой и ее комплектующими, но все эти годы распродавала остатки товаров спектрум-тематики. Стала банкротом и прекратила свое существование в январе 2020 года.

## Модели семейства

### Scorpion
Первоначальная модель, клон ZX Spectrum 48K, выпускавшаяся с 1991 по 1993 год. Из интервью Сергея Зонова, в 1991 году фирма выпускала первую модель Scorpion в количестве 100–200 штук в неделю. А общее количество выпущенных плат более 15 тысяч штук.
Характеристики платы:
- Процессор Z80 или аналог Т34ВМ1 (3,5 МГц)
- ОЗУ — 48 КБ, ПЗУ 16 КБ;
- Высокая совместимость с ZX Spectrum 48

### Scorpion ZS-256
Модель производилась с 1993 по 1994 год. Размеры платы 235×160 мм. Кроме стандартной 58-кнопочной клавиатуры, в компьютере предусмотрены еще две кнопки - это "СБРОС" и "MAGIC".  Стоимость 39 условные единицы без учета стоимости музыкального процессора, 49 с учетом музыкального процессора.
Характеристики платы:
- Процессор Z80B (3,5 МГц)
- ОЗУ — 256 КБ, ПЗУ 64 КБ;
- Музыкальный процессор AY-3-8910 или AY-3-8912
- Высокая совместимость с ZX Spectrum 48/128/+2
- Теневой Сервис Монитор от А. А. Ларченко
- Разъём подключения дисковода аналогичный 5305, 5311, 5313, 5323, TEAC TANDOM.
- Системный разъём ZX Bus аналогичный оригинальному ZX Spectrum +2
- Встроенный интерфейс принтера (Centronics и RS232C)
- Один источник питания +5 В до +5.2 В (0,8 — 0,9 А)

### Scorpion ZS-256 Turbo

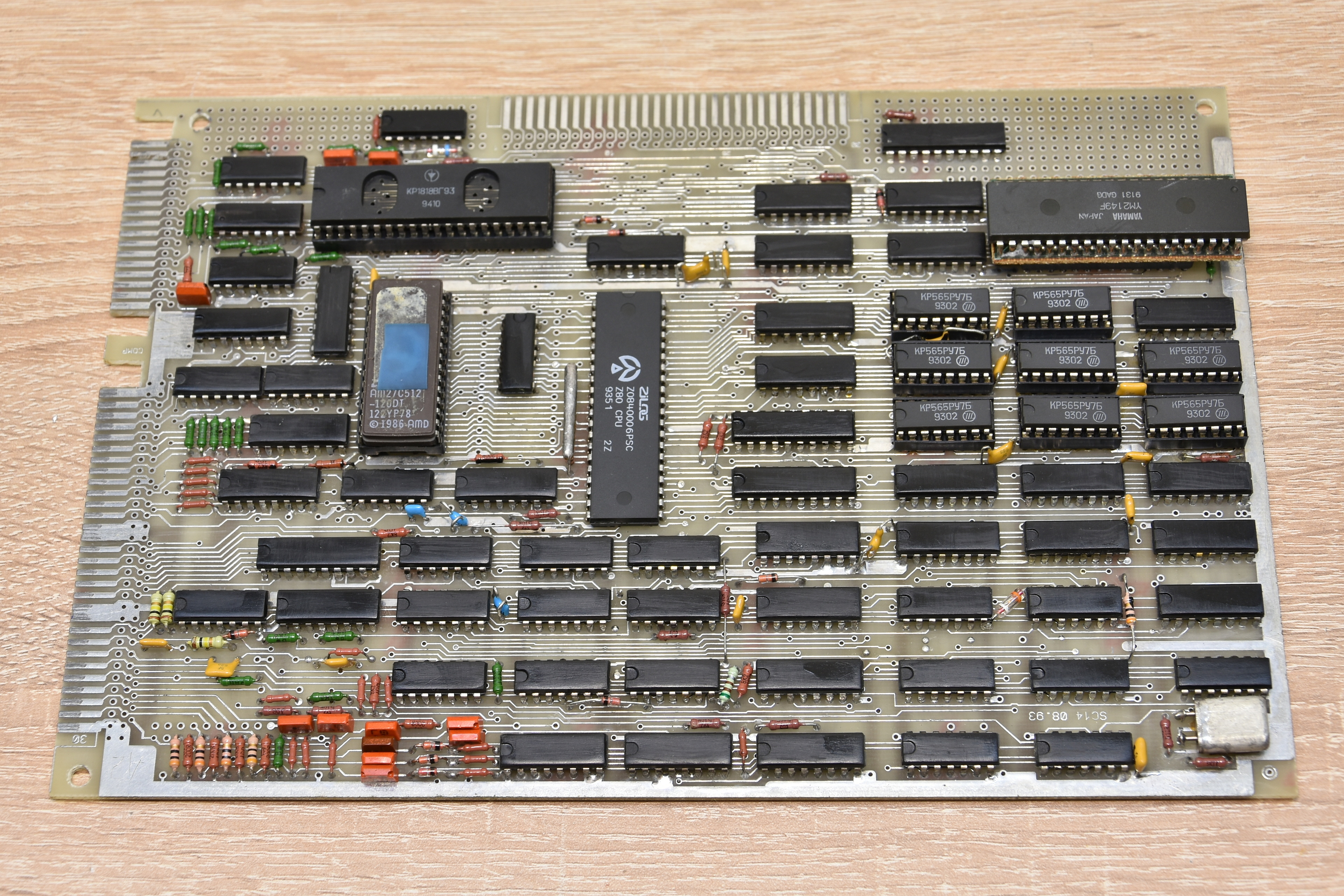
Плата компьютера Scorpion ZS-256 Turbo

Модель производилась с 1994 по 1996 год. Разработка новой модели с турбо режимом велась в первой половине 1994 года. Размеры платы 235×160 мм. Стоимость 44 условные единицы без учета стоимости музыкального процессора, 54 с учетом музыкального процессора.
Характеристики платы:
- Процессор Z80B (3,5 / 7,0 МГц)
- Включение турбо-режима как программно, так и аппаратно (кнопкой)
- ОЗУ — 256 КБ, ПЗУ 64 КБ;
- Музыкальный процессор AY-3-8910 или AY-3-8912
- Высокая совместимость с ZX Spectrum 48/128/+2
- Теневой Сервис Монитор от А. А. Ларченко
- Разъём подключения дисковода аналогичный 5305, 5311, 5313, 5323, TEAC TANDOM.
- Системный разъём ZX Bus аналогичный оригинальному ZX Spectrum +2
- Встроенный интерфейс принтера (Centronics и RS232C)
- Один источник питания +5 В до +5.2 В (0,8 — 0,9 А)

### Scorpion ZS-256 Turbo+
Модель производилась с 1996 по 1998 год.
Стоимость платы не изменилась и составляет 44 условные единицы или 220 000 рублей на момент релиза (01.03.1996) без учета стоимости музыкального процессора.
Отличия от предыдущих моделей — более качественная сборка, плата с изоляционной зеленной маской, в народе называют «зеленая» плата, все предыдущие платы были «желтые», меньшие размеры (210×160 мм, включая монтажное поле шириной 15 мм).
Устранены некоторые мелкие недоработки предыдущих моделей компьютера Scorpion ZS 256 и Scorpion ZS 256 Turbo, а именно: Упрощена дешифрация портов музыкального  сопроцессора, - теперь не используется адрес А12 ЦП для дешифрации. Как следствие, - работают музыкальные  программы, такие как  Instrument,  Digital Studio,  обращающиеся  к  портам музыкального  сопроцессора FFFDh и  BFFDh  по укороченному адресу FDh. При  дешифрации  портов TR DOS введен дополнительный адресный сигнал A0, существовавший на самых  первых  моделях Scorpion, выпускавшихся  еще  в 1992 году, но  впоследствии  убранный из-за необходимости  введения в дешифратор сигнала M1. Несколько увеличен период кадровой развертки, и,  как  следствие, те, в основном, музыкально-демонстрационные программы, которые не помещались в  промежуток между двумя INT, и поэтому работавшие в 2 раза медленнее,  теперь работают как положено.
Характеристики платы:
- Процессор Z80B (3,5 / 7,0 МГц)
- Включение турбо-режима как программно, так и аппаратно (кнопкой)
- ОЗУ — 256 КБ (при использовании контроллера GMX — до 2048Кб), ПЗУ 64-512 КБ;
- Музыкальный процессор AY-3-8910 или AY-3-8912
- Высокая совместимость с ZX Spectrum 48/128/+2
- Теневой Сервис Монитор от А. А. Ларченко
- «Турбированный» контроллер на 2 дисковода с цифровой ФАПЧ
- Системная шина ZX Bus на 2 слота (+3 через расширитель)
- Встроенный интерфейс принтера (Centronics и RS232C)
- Один источник питания +5 В до +5.2 В (0,8 — 0,9 А)

### Scorpion ZS-1024 Turbo+
Модель производилась на заказ с 1996 по 2000 год (возможно единичные копии также производились в начале 2000-х). 
Размеры платы 225×210 мм.
Характеристики платы:
- Процессор Z80B (3,5 / 7,0 МГц)
- Включение турбо-режима как программно, так и аппаратно (кнопкой)
- ОЗУ — 1024 КБ (при использовании контроллера GMX — до 2048Кб), ПЗУ 512 КБ;
- Музыкальный процессор Yamaha YM2149F
- Специальный режим совместимости с Pentagon 512
- Теневой Сервис Монитор от А. А. Ларченко
- «Турбированный» контроллер на 2 дисковода с цифровой ФАПЧ
- Системная шина ZX Bus на 2 слота (+3 через расширитель)
- Встроенный интерфейс принтера (Centronics и RS232C)
- Один источник питания +5 В до +5.2 В (0,8 — 0,9 А)

## Карты ZX Bus
Периферийные устройства, производимые фирмой Scorpion в основном предназначались для установки в слот ZX Bus компьютера Scorpion ZS-256, хотя, при наличии определённых знаний и навыков, могли подключаться и к другим клонам ZX Spectrum.
- Контроллер SMUC   — контроллер IDE, с ISA-слотом, энергонезависимой памятью на 2 КБ, и с возможностью установки энергонезависимых часов реального времени
- Плата GMX  — устройство расширения памяти — ОЗУ до 2 МБ, флеш-ПЗУ до 512 КБ, графический режим 640×200 16 цветов с аппаратным скроллингом
- Контроллер IBM PC-клавиатуры и мыши
- MIDI-SC  — интерфейс MIDI
- Плата General Sound
- Программатор PROSCO

## Контроллер IBM PC-клавиатуры и мыши
Разработка Scorpion & Д.К., Санкт-Петербург, 1995-1997. Устройство, было предназначено для установки в слот ZX Bus, имело габариты 120x68 мм, и позволяло подключить к Scorpion ZS-256 или любому ZX Spectrum-совместимому компьютеру стандартную XT или AT клавиатуру и активную или пассивную мышь. 
Определение типа клавиатуры (XT/AT) автоматическое. Раскладка клавиатуры соответствует раскладке для XT/AT (латинской QWERTY и русской ЙЦУКЕН). Поддержка (на уровне драйвера) раскладок популярных текстовых редакторов Tasword, The Last Word 2 (TLW2), ZX Word, Is-Dos. 
Со стороны компьютера подключаемая мышь является Kempston-совместимой. Присутствует режим эмуляции Kempston, Cursor, Interface-II джойстиков (переключается функциональными клавишами) — движения мыши преобразуются в нажатия клавиш на соответствующих джойстиках. 
Функция PAUSE, временно останавливающая работу компьютера. Комбинация клавиш Alt+Ctrl+Del формирует сигнал аппаратного сброса.